# 잭 스테판
재커리 토마스 스테판(1995년 4월 2일 ~)은 미국 축구 국가대표팀과 메이저 리그 사커에 속한 콜로라도 래피즈에 소속된 미국 프로 축구 선수이다.

## 국가대표 경력
- 2019 CONCACAF 골드컵 국가대표

## 수상

#### 맨체스터 시티 FC
- 프리미어리그 : 2020–21, 2021–22
- EFL컵 : 2020-21

#### 미국
- CONCACAF 네이션스리그 : 2019-20

### 개인
- 콜럼버스 크루 올해의 디펜더 : 2017
- MLS 올해의 골키퍼 : 2018
- MLS 베스트 : 2018
- MLS 올스타 : 2018
- 리그스 컵 베스트 골키퍼 : 2024